# Grenadjärstaden
Grenadjärstaden är en stadsdel i Örebro, som ligger söder om Hagaby, väster om Rynninge och öster om Hjortstorpsvägen. Området tillhörde före 1937 Längbro landskommun.

## Historik
Grenadjärstaden ligger på området och fått sin uppkomst från regementet Livregementets grenadjärer (I 3) som åren 1912–2000 var förlagda i Örebro. Regementets gamla kaserner och andra byggnaderna tagits i anspråk för bostäder, skolor och kontor. Bland annat har tre punkthus byggts på den norra delen av den före detta kaserngården. Den norra delen av regementet, motor- och förrådsområdet, har bebyggts med bostadshus. 

## Verksamheter i Grenadjärstaden
- Närke Kulturbryggeri
- Örebro stadsarkiv
- Örebro konstskola
- Länsarvet
- Kristet Center (Grenadjärskolan)
- Kontorshotellet Signalen

## Galleri

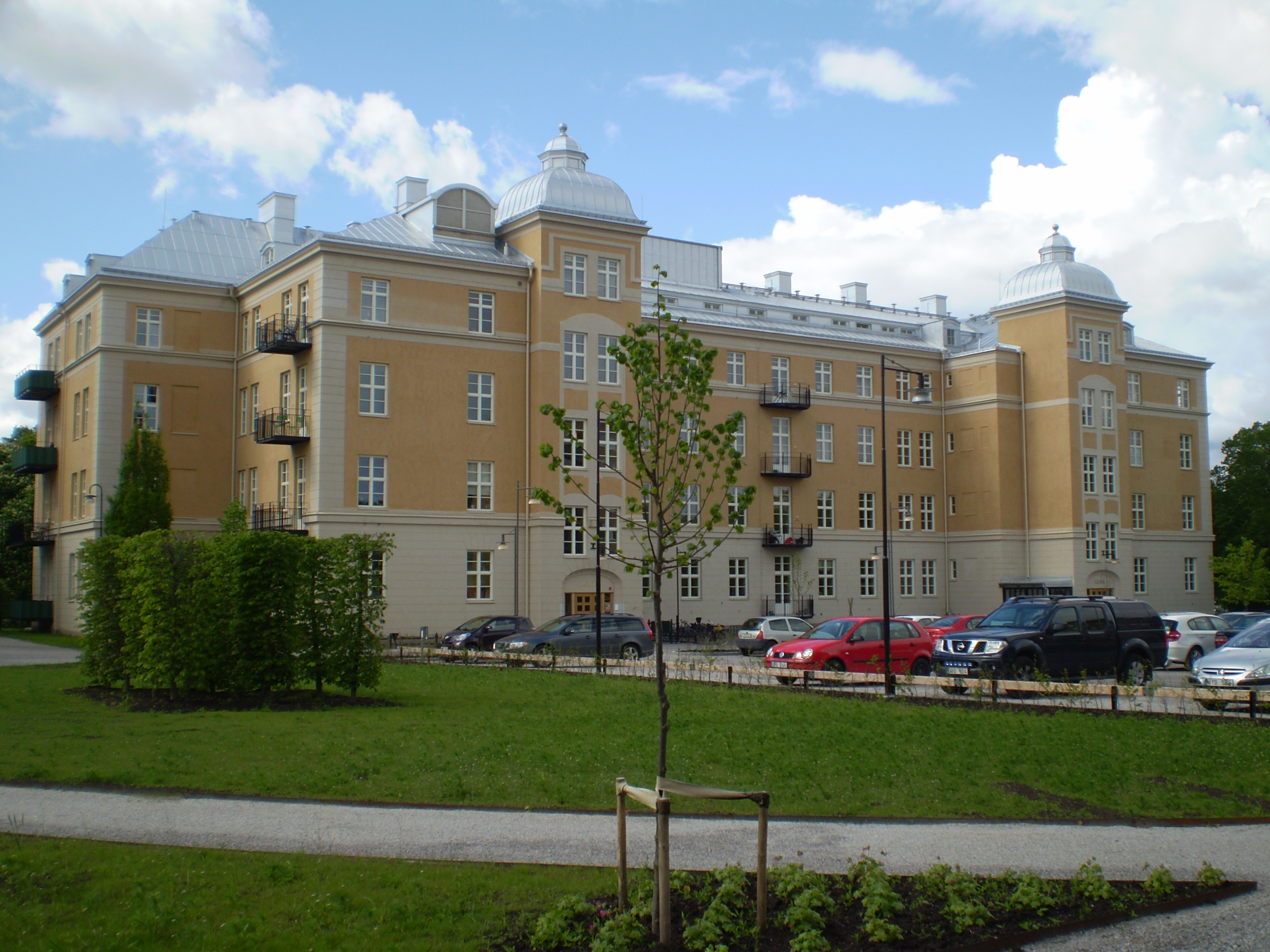
Kasern Lund
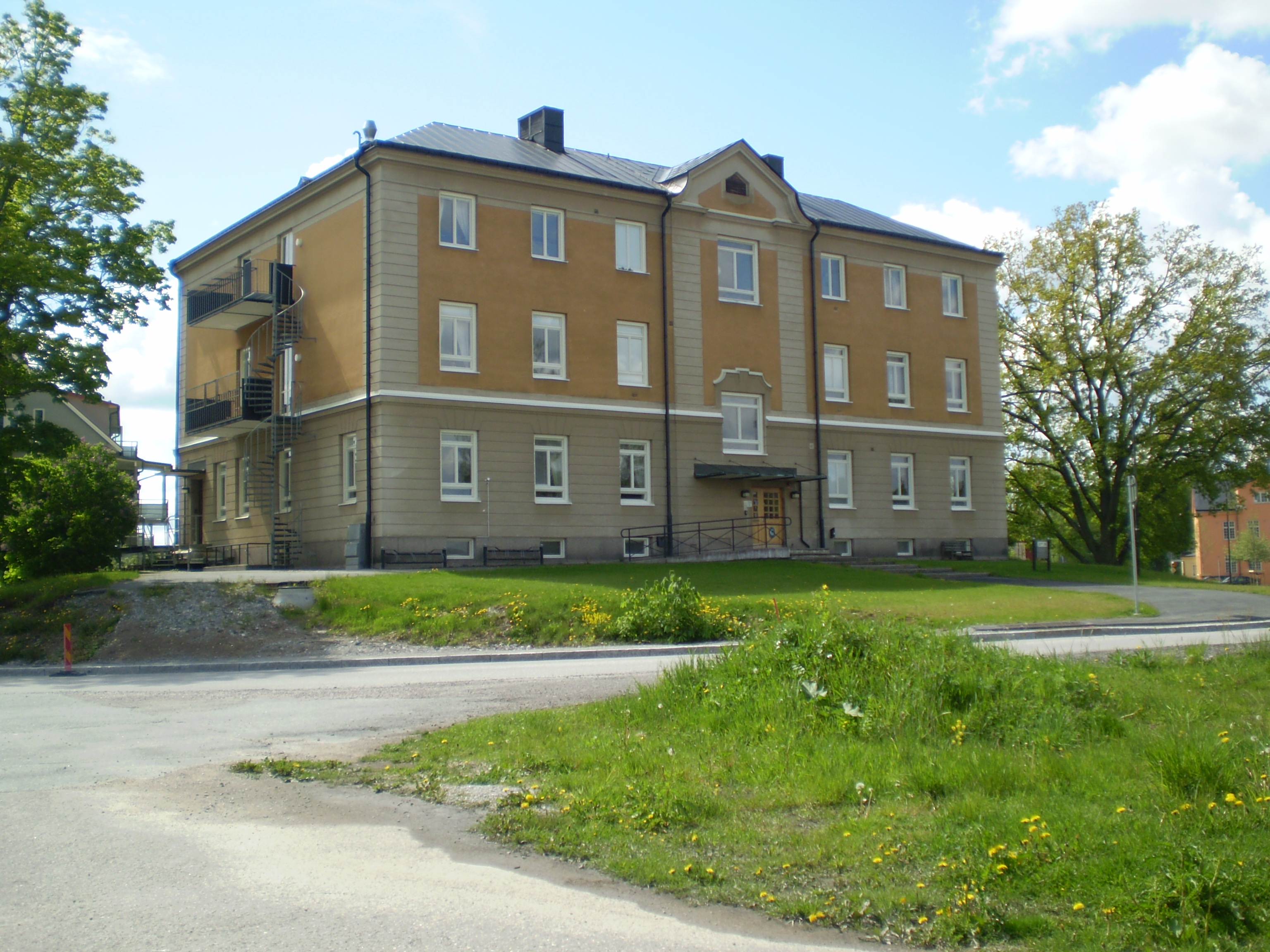
Före detta sjukhusbyggnad
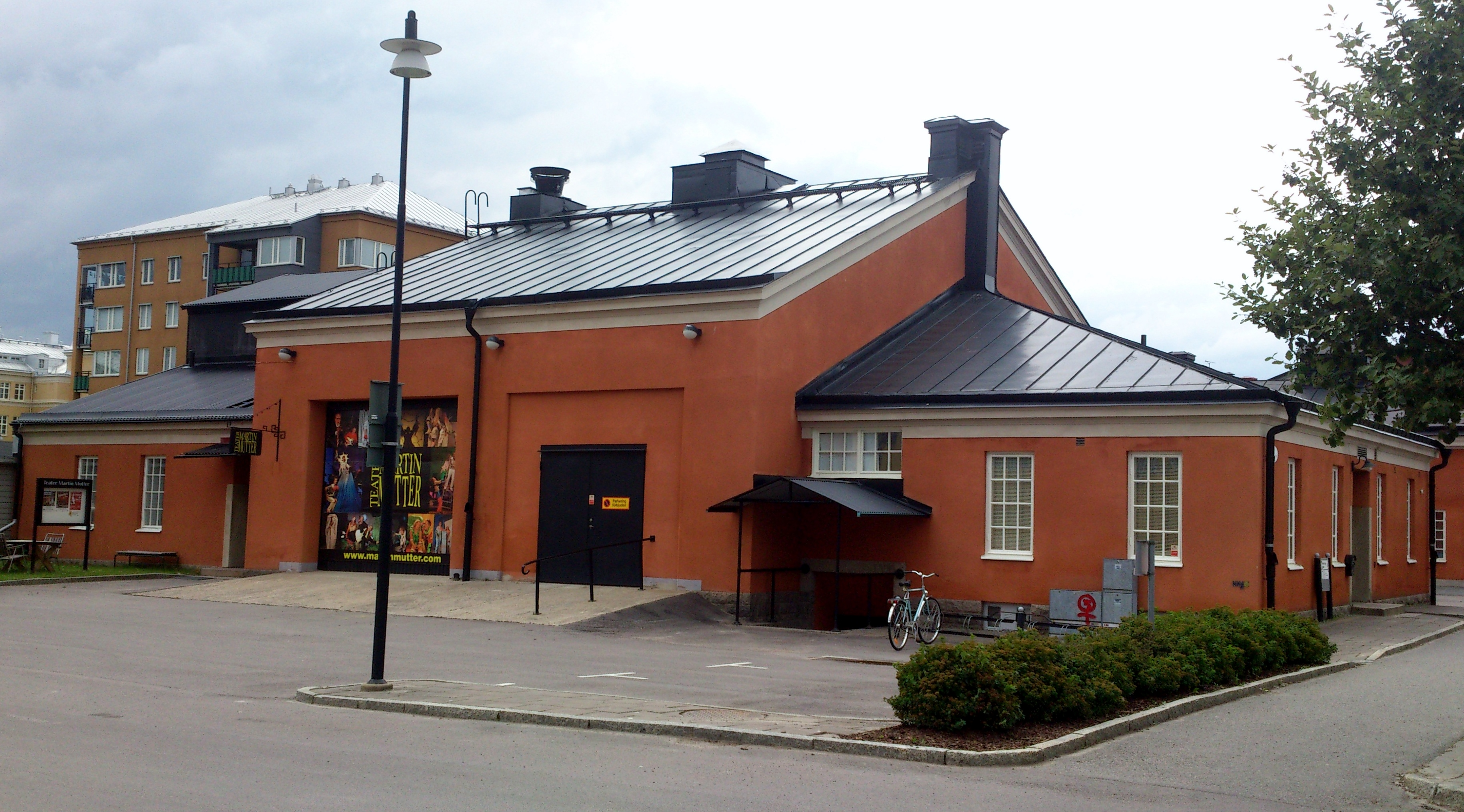
Före detta bandvagnsverkstad
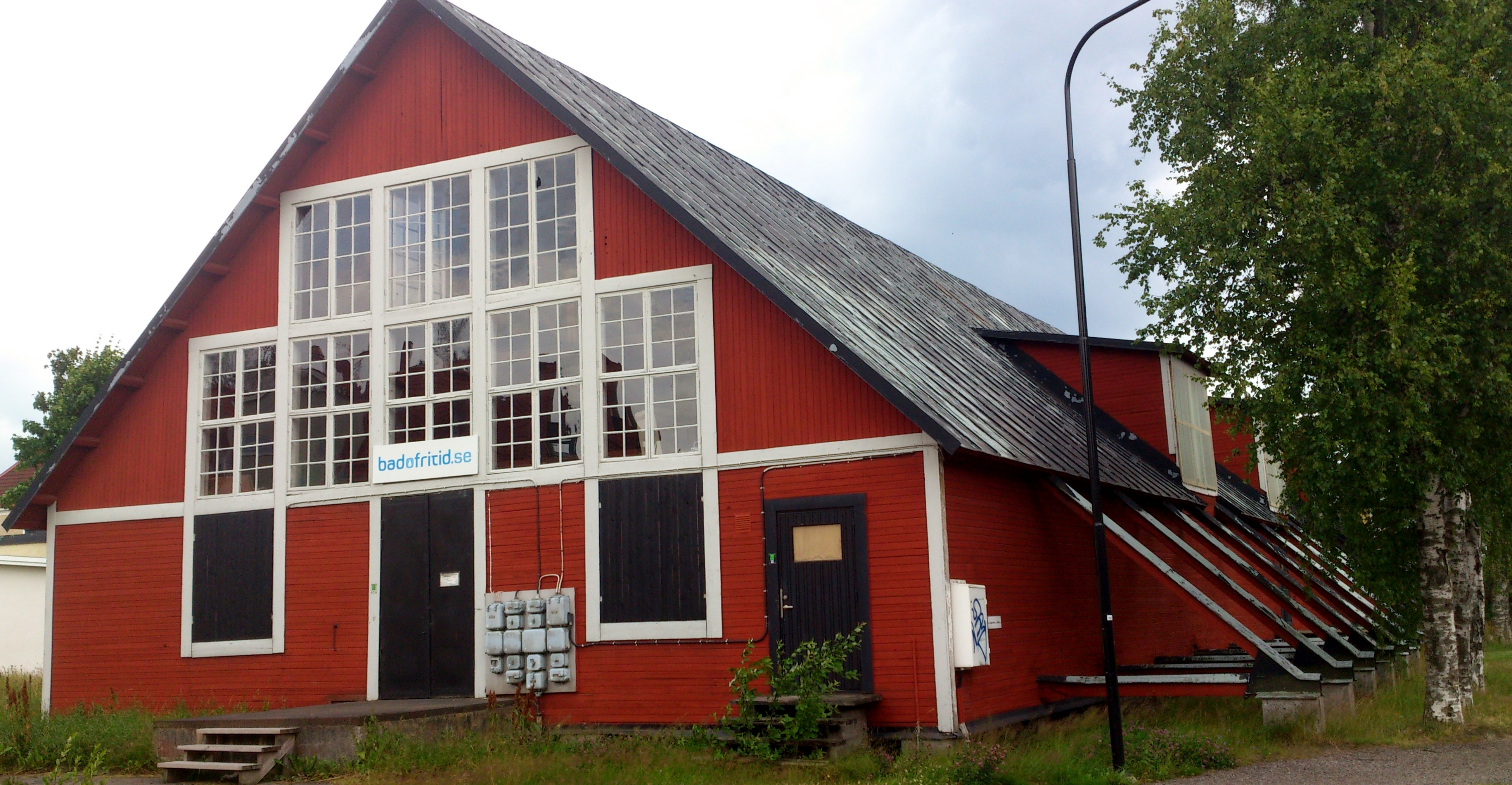
Lägerhyddan